# Cedric Alexander
Cederick Alexander Johnson (Charlotte, Carolina del Norte, 16 de agosto de 1989) es un luchador profesional estadounidense. Es conocido por haber trabajado para la empresa WWE, donde se presentó bajo el nombre de Cedric Alexander. También destacó por su paso en Ring of Honor, donde laboró de 2011 a 2016.
Entre sus logros, destaca un reinado como Campeón Peso Crucero de WWE y tres como Campeón 24/7 de WWE.

## Carrera

### Ring of Honor

#### C&C Wrestle Factory (2011–2013)
En mayor parte de 2010, Alexander luchó dark matches para ROH. En 2011 empezó a trabajar para ROH de forma regular después de formar un tag team llamado the C&C Wrestle Factory con Caprice Coleman.

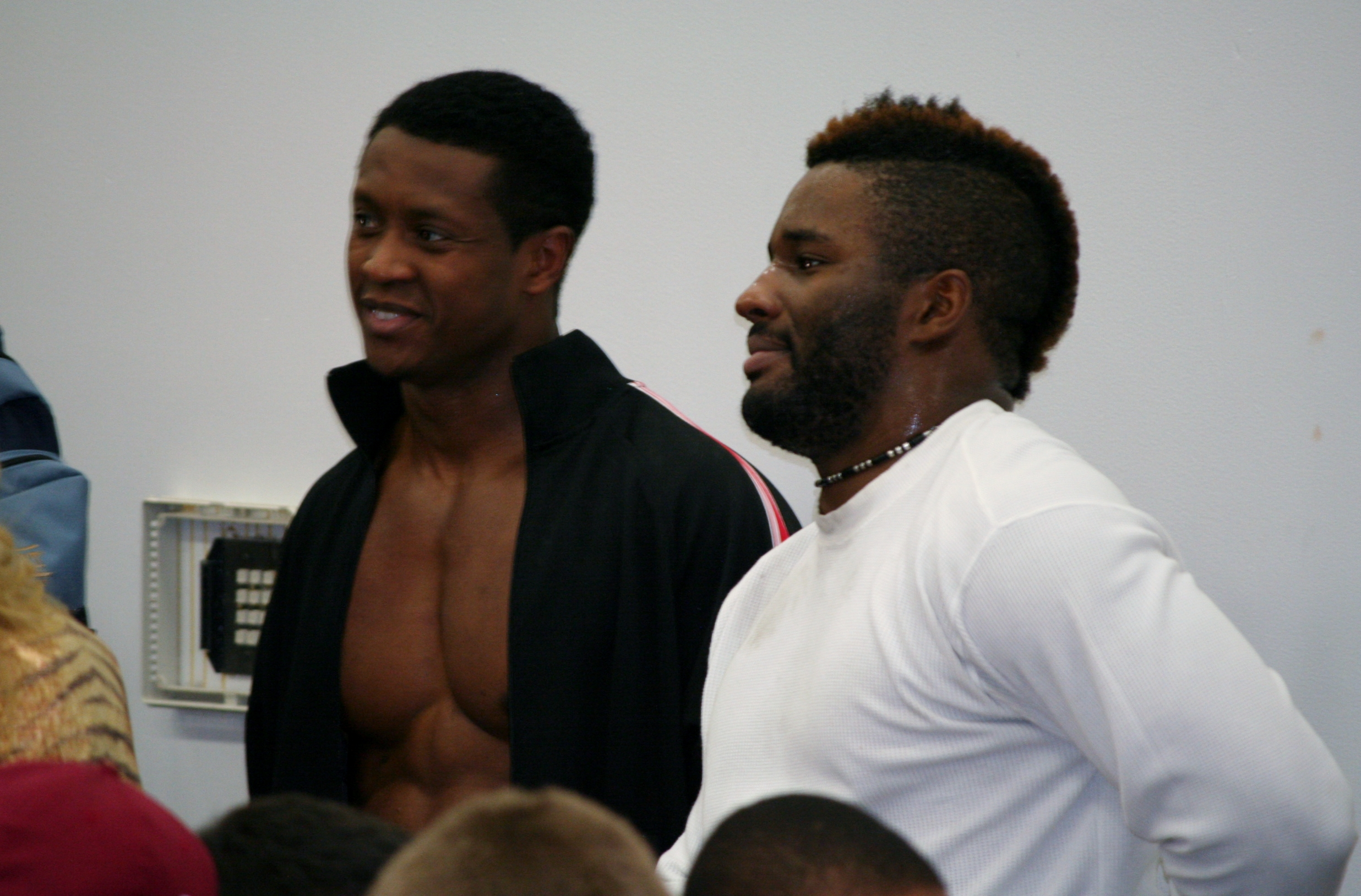
Alexander (derecha) con Caprice Coleman como the C&C Wrestle Factory en 2011.

El 23 de diciembre en Final Battle 2011, C&C Wrestle Factory compitió en un Tag team gauntlet match para una futura oportunidad titular por el Campeonato Mundial en Parejas de ROH pero serían eliminados por The Bravado Brothers.

### WWE (2016–2025)

#### Cruiserweight Classic (2016)
El 13 de junio de 2016, Alexander fue anunciado para participar en el torneo cruiserweight classic de WWE su debut en el torneo fue el 23 de junio en un combate contra Clement Petiot en el primer asalto donde salió victorioso. El 14 de julio, Alexander fue eliminado del torneo por Kota Ibushi. Tras el combate, Alexander se ganó el respeto de Triple H y los fanes, quienes gritaban por la contratación de este, Triple H estrechó su mano en signo de aprobación antes de llevarlo tras bambalinas.

#### 205 Live (2016)
El 29 de agosto en Raw Alexander fue anunciado como parte de la próxima división crucero de WWE. Alexander hizo su debut el 19 septiembre en Raw, rindiéndose ante Brian Kendrick en un fatal four-way match donde también participaban Rich Swann y Gran Metalik para determinar al contendiente #1 por el Campeonato crucero de WWE de T.J. Perkins en WWE Clash of Champions. El 21 de septiembre, hizo su debut en NXT derrotando a Andrade "Cien" Almas.
En el episodio del 26 de septiembre de Raw, junto con Rich Swann, derrotó a Lince Dorado y Drew Gulak. En el episodio del 29 de noviembre de 205 live, Alexander fue presentado como miembro de la División crucero actuando en el show. En el episodio del 6 de diciembre de 205 Live se reveló que Alexander estaba saliendo con Alicia Fox en la historia, y más tarde se enfrentó a Noam Dar en un esfuerzo perdido. Después de la lucha , Dar dedicó su victoria a Fox, iniciando una disputa entre los dos. En el episodio del 19 de diciembre de Raw, Alexander derrotó a Dar. Alexander más tarde decidió romper con Fox, después de que le costara una lucha.

#### 2017
A finales de febrero, se anunció que Alexander estaría fuera de acción durante 3-5 meses con una lesión en la rodilla. Volvería de una lesión en la edición del 23 de mayo de 2017 de 205 Live. En el episodio del 11 de julio de 205 Live, Alexander derrotó a Dar en una lucha para terminar su feudo. En el episodio del 11 de diciembre de Raw, Alexander ganó un combate fatal-4-Way contra Tony Nese , Ariya Daivari y Mustafa Ali para enfrentarse a Drew Gulak por una oportunidad por el Campeonato Peso Crucero de Enzo Amore. En el episodio del 18 de diciembre de Raw, Alexander derrotó a Drew Gulak para convertirse en el retador n°1 al Campeonato Peso Crucero. La semana siguiente, Alexander se unió con Mustafa Ali y Akira Tozawa contra Gulak, Amore, y Daivari en una lucha por equipos.

#### 2018-2019

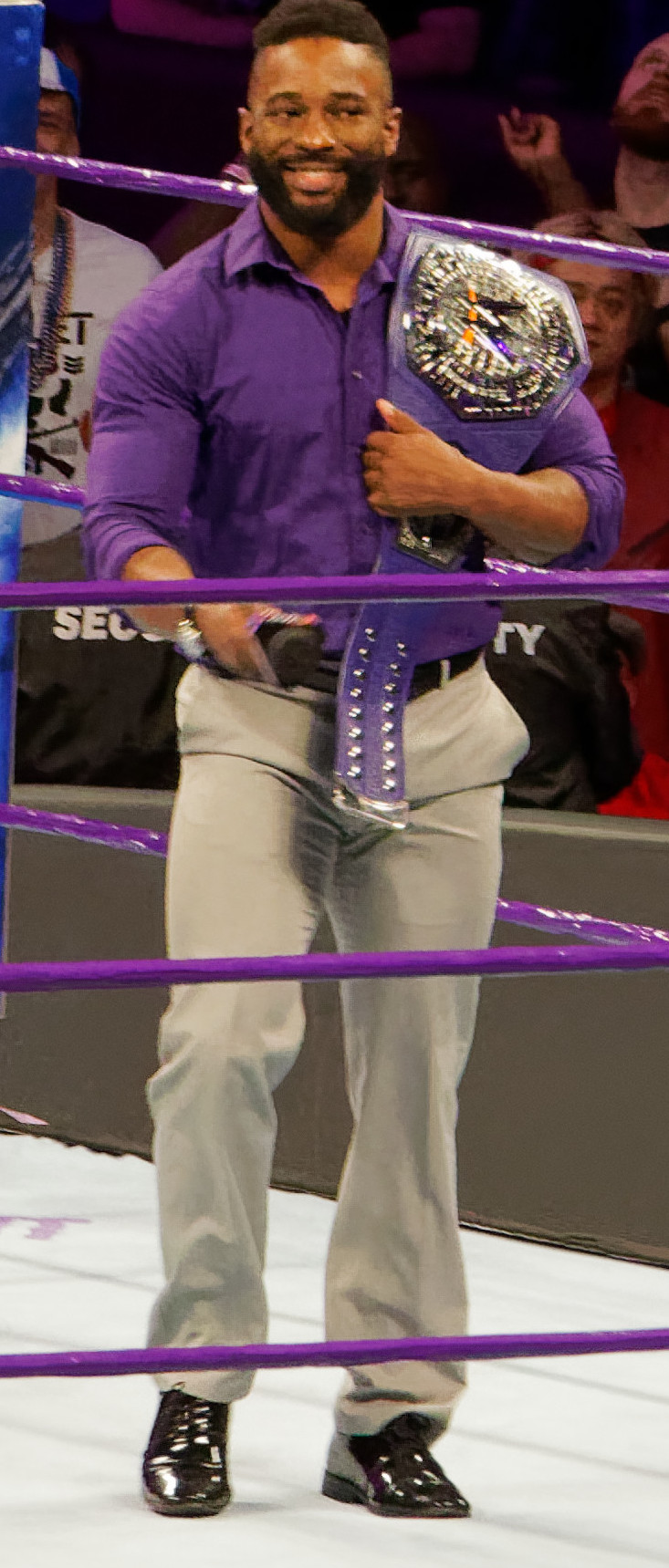
Cedric Alexander como el Campeón Peso Crucero de la WWE.

En el episodio del 9 de enero de Raw, Alexander derrotó a Enzo Amore por conteo fuera, resultando en Amore reteniendo el campeonato. Esa misma noche se pactó una revancha entre Alexander y Amore en Royal Rumble por el Campeonato Peso Crucero. Pero finalmente no sucedió porque Enzo Amore fue despedido de WWE y el campeonato quedó vacante. En el episodio de 205 Live del 30 de enero, Alexander derrotó a Gran Metalik en las etapas eliminatorias de un torneo para la resignación del Campeonato peso crucero. El 5 de febrero, Alexander y Mustafa Ali derrotaron a Drew Gulak y Tony Nese. En el episodio de Main Event del 14 de febrero, Alexander derrotó a Ariya Daivari. En el episodio de 205 Live el 27 de febrero, Alexander derrotó a TJP en los cuartos de final del torneo por el vacante campeonato peso crucero. El 13 de marzo, Alexander derrotó a Roderick Strong en la semifinal del torneo por el vacante campeonato peso crucero. En el Kick-Off de Wrestlemania 34 derrotó a Mustafá Alí en la final del torneo para coronarse como el nuevo campeón de la división. En el siguiente episodio de 205, sería atacado en medio de su celebración por el contendiente #1 Buddy Murphy, comenzando una rivalidad. Sin embargo, debido a un fallo en la prueba de peso de este último, su contrincante sería decidido en una Gaunlet Match donde Kalisto salió ganador. El 27 de abril en Greatest Royal Rumble, Alexander derrotaría a Kalisto en su primera defensa titular. Más tarde entraría nuevamente en la rivalidad con Murphy derrotándolo en un episodio de 205 Live defendiendo exitosamente su Campeonato Crucero. En un episodio de 205 Live defendió su título ante Hideo Itami. En SummerSlam defendió exitosamente su Campeonato Crucero frente a Drew Gulak durante el Kick-Off. En Super-Show Down perdería su Campeonato Crucero frente a Buddy Murphy. Poco después se lesionó durante unas semanas, volvió para tener su revancha obligatoria por el Campeonato Crucero de Murphy en T.L.C. durante el Kick-Off, sin embargo perdió. Y empezando el 2019 Cedric perdió frente a Hideo Itami en un combate para clasificarse a la Fatal-4-Way Match por el Campeonato Peso Crucero en Royal Rumble.
El 5 de marzo en 205 Live derrotó a Akira Tozawa en la primera ronda en el torneo por una oportunidad al Campeonato Peso Crucero de Buddy Murphy en Wrestlemania 35. La siguiente semana en 205 Live del 12 de marzo derrotó a Oney Lorcan en la semifinal del torneo, y la siguiente semana en 205 Live del 19 de marzo fue derrotado por Tony Nese en la final del torneo.
Después de Wrestlemania 35 se anunciaba que pasaría a RAW por el SuperStar Shake Up, tuvo su última lucha en 205 Live del 16 de abril frente a Oney Lorcan, combate el cual perdió Cedric, pero luego se dieron la mano en señal de respeto y de despedida. Y debutaría en Raw el 22 de abril siendo derrotado por Cesaro. En Main Event del 2 de mayo derrotó a Cesaro, siendo su primera victoria televisada desde que llegó al Roster Principal. No obstante en los Main Event del 9, 23 y 28 de mayo derrotaría consecutivamente a EC3. El 20 de mayo en RAW intentó conseguir el Campeonato 24/7 sin éxito alguno, posteriormente en las siguientes semanas pasó a intentar conseguir el título, pero no lo logró. Finalmente, el 24 de junio logró ganar el Campeonato 24/7 al derrotar a R-Truth, para perderlo segundos después ante EC3, el 8 de julio, luchó enmascarado bajo el nombre de Gary Garbutt, siendo el compañero sorpresa de Roman Reigns en su combate ante Drew McIntyre y Shane McMahon, siendo derrotados. En el Raw del 15 de agosto derrotó a Drew McIntyre comenzando un feudo hasta el Raw del 12 de agosto donde fue derrotado por Drew McIntyre. Luego participaria en el King Of The Ring 2019, en la primera ronda logró derrotar a Sami Zayn en el Raw del 19 de agosto, pero perdió en los cuartos de final ante Baron Corbin en el Raw del 2 de septiembre. En el Raw del 9 de septiembre se enfrentó al Campeón de los Estados Unidos de WWE A.J. Styles, combate que ganó por descalificación por interferencia de The O.C., sin embargo más tarde esa misma noche junto a The Viking Raiders(Ivar & Erik) derrotaron a The O.C. (A.J. Styles, Karl Anderson & Luke Gallows), comenzando un feudo contra A.J. Styles por el Campeonato de los Estados Unidos de WWE. En el Kick-Off de Clash Of Champions se enfrentó a A.J. Styles por el Campeonato de los Estados Unidos de WWE, sin embargo perdió, al siguiente día en Raw, junto a The Viking Raiders(Ivar & Erik) se volvieron a enfrentar a The O.C.(A.J. Styles, Karl Anderson & Luke Gallows), pero esta vez perderion frente a ellos, se enfrentó nuevamente a A.J. Styles por el Campeonato de los Estados Unidos de WWE en el Raw del 30 de septiembre, sin embargo perdió.

#### 2019-2021
En el Kick-Off de WWE Crown Jewel, participó en la 20-Man Battle Royal Match por una oportunidad al Campeonato de los Estados Unidos de AJ Styles, sin embargo fue eliminado por Erick Rowan.
En Main Event transmitido el 16 de enero derrotó a Eric Young, y en la siguiente transmisión de Main Event del 23 de enero derrotó a Shelton Benjamin, en la transmisión del 30 de enero de Main Event fue derrotado por el debutante Riddick Moss, en la siguiente transimisión de Main Event del 6 de febrero derrotó nuevamente a Shelton Benjamin, dandosé la mano en señal de respeto después del combate, en la transmisión del 20 de febrero en Main Event derrotó a Akira Tozawa y en la siguiente transmisión del Main Event se enfrentó a Riddick Moss por el Campeonato 24/7 de la WWE, sin embargo perdió, en el Raw del 9 de marzo se enfrentó nuevamente a Riddick Moss por el Campeonato 24/7, sin embargo volvió a perder. En el Raw del 23 de marzo, hizo equipo con Ricochet siendo derrotados por Andrade & Angel Garza. Alexander después de esto comenzaría a hacer equipo con Ricochet, y en el Raw del 6 de abril, junto a Ricochet derrotaron a Danny Burch & Oney Lorcan, siendo su primera victoria como equipo, sin embargo la siguiente semana en Raw, junto a Ricochet fueron derrotados por The Viking Raiders (Erik e Ivar), la siguiente semana en Raw, junto a Ricochet derrotaron a Brendan Vink & Shane Thorne, la siguiente semana en Raw, junto a Ricochet, derrotaron a Ever-Rise (Matt Martel & Chase Parker), después de esto, fueron retados por M.V.P que representa a Brendan Vink & Shane Thorne, a una revancha la siguiente semana en Raw, combate que él y Ricochet perdieron, la siguiente semana en Raw, junto a R-Truth & Ricochet derrotaron a M.V.P, Brendan Vink & Shane Thorne. Más tarde el 7 de septiembre en Raw Haría un cambio sorpresa a heel al traicionar a Apollo Crews y Ricochet en un 6 man tag team match contra The Hurt Business atacando a sus compañeros y costándole a su equipo la victoria ante The Hurt Business uniéndose así a la facción de MVP donde en el VIP Lounge presentó a Cedric Alexander como su nueva incorporación pero fueron interrumpidos y atacados por The Viking Raiders y sus excompañeros Ricochet y Apollo Crews lo cual más tarde esa misma noche luchó junto a The Hurt Business contra sus atacantes en un 8 man tag team match consiguió la victoria para Hurt Business haciendo un pin a Ricochet.
En el SmackDown! WrestleMania Edition, junto a Shelton Benjamin, participó en el André the Giant Memorial Battle Royal, eliminando a Akira Tozawa y a Tucker, sin embargo fue eliminado por varios luchadores como Murphy, Erik, Ricochet & SLAPJACK. 3 días después en Raw, junto a Shelton Benjamin fueron derrotados por The Viking Raiders (Erik e Ivar), quienes hacían su regreso, la siguiente semana en Raw, junto a Shelton Benjamin, fueron derrotados nuevamente por The Viking Raiders (Erik e Ivar), la siguiente semana en Raw, junto a Shelton Benjamin, fueron derrotados nuevamente por The Viking Raiders fueron derrotados por Randy Orton & Riddle y a la siguiente semana en Raw, junto a Shelton Benjamin, fueron derrotados por Lucha House Party (Gran Metalik & Lince Dorado), después del combate, Alexander tomó un micrófono y se rehusó a seguir formando equipo con Benjamin, empezando así un feudo contra Shelton Benjamin, la siguiente semana en Raw, fue derrotado por Shelton Benjamin, la siguiente semana en Raw, fue parte de los leñadores en el Lumberjack Match entre Damian Priest contra John Morrison y durante el combate atacó a Shelton Benjamin, después de que el combate terminara, encaró a Benjamin en backstage pero fue atacado con un puñetazo, 3 días después en la emisión de Main Event, fue derrotado por Mansoor. En el Raw del 28 de junio, participó en un Over The Tope Rope Battle Royal para reemplazar a Randy Orton en el Last Chance Triple Threat Match clasificatorio al Men's Money In The Bank Ladder Match en Money In The Bank, eliminando a Jeff Hardy, sin embargo fue eliminado por Damian Priest.

#### Varias alianzas (2021-2025)
Durante octubre, él y Benjamin regresaron a formar parte de The Hurt Business ayudando a Lashley en sus combates, además de perseguir al campeón 24/7 Reggie, al cual derrotó el 22 de noviembre en Raw en una lucha titular, sin embargo unos minutos después perdió el título ante Dana Brooke.
En Survivor Series, participó en el 25-Man Dual Brand Battle Royal en conmemoración a los 25 años de carrera de The Rock, sin embargo fue eliminado por Mansoor.
En Hell In A Cell, interfirió en el 2-On-1 Handicap Match entre Omos & M.V.P contra Bobby Lashley, a favor de Lashley, después del combate en backstage, chocaron los puños en señal de respeto pero aclaró que The Hurt Business se acabó. A la noche siguiente en Raw, fue derrotado por Omos, la siguiente semana en Raw, fue derrotado por M.V.P.
En el SmackDown WrestleMania Edition, participó en el André the Giant Memorial Battle Royal, sin embargo fue eliminado.
Tras la liberación de Benjamin, Alexander posteriormente regresó a la competencia individual en el episodio del 2 de octubre de Raw donde fue derrotado por Bronson Reed. Alexander luego apareció en el episodio del 27 de octubre de SmackDown donde fue derrotado por Dragon Lee.
A través de redes sociales de WWE ha publicado un vídeo en el que Alexander junto a Ashante “Thee” Adonis se presentan como nuevo equipo, concretamente para la marca Friday Night SmackDown.
El 7 de febrero de 2025, Alexander fue liberado de su contrato por WWE.

### Circuito independiente (2025-presente)
El 9 de mayo de 2025, Alexander hizo su primera aparición post-WWE para House of Glory (HOG) en su evento Waging War, donde desafió sin éxito a Mike Santana por el Campeonato Peso Pesado de HOG. El 18 de mayo, Alexander hizo su debut para Deadlock Pro-Wrestling (DPW) en Limit Break, donde derrotó a Andrew Everett. El 13 de junio, Alexander hizo su debut para DEFY Wrestling en Vortex, donde derrotó a Starboy Charlie.

### Total Nonstop Action Wrestling (2025-presente)
Alexander hizo su debut en Total Nonstop Action Wrestling (TNA) en el episodio del 20 de junio de Impact!, salvando a Order 4 (Jason Hotch, John Skyler y Tasha Steelz) de un ataque de Mustafa Ali.

## Vida personal
En junio de 2018, Alexander se casó con la luchadora profesional, Aerial Monroe.

## Campeonatos y logros
- World Wrestling Entertainment/WWE
  - WWE Cruiserweight Championship (1 vez)
  - WWE 24/7 Championship (3 veces)
  - Raw Tag Team Championship (1 vez) – Shelton Benjamin
  - Slammy Award (1 vez)
    - Trash Talker of the Year (2020) como The Hurt Business, compartido con Lacey Evans

- Pro Wrestling EVO
  - EVO Heavyweight Championship (1 vez)

- WrestleForce
  - WrestleForce Championship (2 veces)

- Pro Wrestling Illustrated
  - Situado en el N.º 28 en los PWI 500 de 2018